# Jolene (альбом)
Jolene (рус. Джолин) — тринадцатый студийный альбом американской кантри-певицы Долли Партон, выпущенный 27 февраля 1974 года на лейбле RCA Records.

## Список композиций
| №  | Название                      | Автор(ы)     | Длительность |
| -- | ----------------------------- | ------------ | ------------ |
| 1. | «Jolene»                      | Dolly Parton | 2:43         |
| 2. | «When Someone Wants to Leave» | Parton       | 2:06         |
| 3. | «River of Happiness»          | Parton       | 2:19         |
| 4. | «Early Morning Breeze»        | Parton       | 2:45         |
| 5. | «Highlight of My Life»        | Parton       | 2:18         |

| №   | Название                    | Автор(ы)       | Длительность |
| --- | --------------------------- | -------------- | ------------ |
| 6.  | «I Will Always Love You»    | Parton         | 2:56         |
| 7.  | «Randy»                     | Parton         | 1:53         |
| 8.  | «Living on Memories of You» | Parton         | 2:47         |
| 9.  | «Lonely Comin' Down»        | Porter Wagoner | 3:13         |
| 10. | «It Must Be You»            | Blaise Totsi   | 1:52         |

| №   | Название               | Автор(ы) | Длительность |
| --- | ---------------------- | -------- | ------------ |
| 11. | «Cracker Jack»         | Parton   | 3:17         |
| 12. | «Another Woman's Man»  | Parton   | 3:01         |
| 13. | «Barbara on Your Mind» | Parton   | 3:14         |
| 14. | «Last Night's Lovin'»  | Parton   | 2:28         |

## Над альбомом работали
- Долли Партон — вокал, гитара
- Джимми Кольвард — гитара
- Дейв Кирбай — гитара
- Бобби Томпсон — гитара
- Чип Янг — гитара
- Пит Дрейк — слайд-гитара
- Стью Басор — слайд-гитара
- Бобби Дайсон — бас
- Джерри Карриган — ударные
- Ларри Лондин — ударные
- Ральф Галлант — ударные
- Кенни Малоун — ударные
- Бак Трент — банджо
- Мак Магаха — фиддл
- Джонни Гимбл — фиддл
- Харгус "Pig" Роббинс — пианино
- Дэвид Бриггс — пианино
- Оние Уилер — губная гармоника
- The Nashville Edition — бэк-вокал